# Noxnympha eris
Noxnympha eris – gatunek chrząszcza z rodziny kózkowatych i podrodziny zgrzypikowych. Jedyny przedstawiciel rodzaju Noxnympha.

## Zasięg występowania
Ameryka Południowa, znany z Brazylijskiego stanu Espírito Santo.